# Родригес, Мариано
Мариано Родригес (исп.  José Mariano Manuel Rodríguez Alvarez; 24 августа 1912, Гавана — 26 мая 1990, Гавана) — кубинский художник.

## Биография
Отец родом с Канарских островов, мать — из Астурии, училась живописи в Национальной академии изобразительных искусств Кубы у Леопольдо Романьяча. Мариано окончил Национальную академию. С 1936 года — художественный директор журнала Ритм. Участвовал в Конгрессе писателей и художников в Мехико (1938), сблизился там с Диего Риверой. В том же году принял участие во Второй национальной выставке художников и скульпторов Кубы в Гаване. Входил в редакционный комитет журнала Orígenes, иллюстрировал книги Лесама Лимы, Элисео Диего. Работал как стенописец, витражист, керамист. Выставлялся в США, странах Латинской Америки и Европы.
После революции служил атташе по культуре посольства Кубы в Индии (1959—1961). В дальнейшем работал в Доме Америк (Casa de las Américas), возглавлял там отдел искусства, руководил секцией искусства в Союзе писателей и художников Кубы.

## Творчество
Живопись Мариано близка к фовизму и сюрреализму.

## Избранные работы
- La hebra (1939)
- Mujer leyendo (1942)
- Guajiro con gallo (1943)
- Paisaje de Bauta (1944)
- Lectura de Orígenes (1949)
- Gallo (1956)

## Признание
Национальный орден Феликса Варелы первой степени (1981). Титул почётного доктора Гаванского университета. О художнике снят документальный фильм режиссёра Марисоль Трухильо (1980).